# Jean-Georges Kastner
Pour les articles homonymes, voir Kastner.
Jean-Georges Kastner, né le 9 mars 1810 à Strasbourg et mort le 19 décembre 1867 à Paris, est un compositeur, théoricien et musicographe alsacien, théologien protestant de formation.

## Biographie
Les parents de Jean-Georges Kastner sont Johann Georg Kastner, de Dettwiller, et Marie Salome Pfeiffer, de Wœrth. Il poursuit des études de bon niveau au Gymnase de Strasbourg et apprend le piano, l'orgue et le solfège. Il s'intéresse en autodidacte à la composition, à l'harmonie et l'instrumentation. Malgré son intérêt pour la musique, et devenu bachelier, Kastner étudie la théologie protestante à l'université de Strasbourg à la demande de son père de 1827 à 1832. Ayant déjà écrit quatre opéras non joués, et après la première de son opéra La Reine des Sarmates en 1835 à Strasbourg, le conseil municipal lui accorde une bourse d'études au Conservatoire de Paris où il étudie avec Antoine Reicha (contrepoint et fugue) et Henri Montan Berton (composition), et également avec César Franck. L'œuvre de Kastner est publiée en 1837.
Occupé de théorie musicale, il publie plusieurs ouvrages didactiques et méthodes. Son Traité général d'instrumentation (1837, 2ème édition augmentée 1844), le premier de la série, est bien accueilli et est adopté par le Conservatoire; il a ouvert la voie au Grand traité d'instrumentation et d'orchestration modernes (1843) publié six ans plus tard par Berlioz.
Kastner s'intéresse surtout à la musique pour instruments à vent, et plus particulièrement aux inventions instrumentales d'Adolphe Sax. Ses compositions pour saxhorn et saxophone alto comptent parmi les premières œuvres écrites pour ces instruments. On trouve dans son Manuel général de musique militaire (1848) certaines des premières illustrations des instruments de Sax. En décembre 1844, Jean-Georges Kastner emploie pour la première fois un saxophone (basse, en ut) dans son opéra, Le Dernier Roi de Juda avec l'orchestre du conservatoire de Paris. Multi-instrumentiste, il publie de nombreuses méthodes instrumentales et notamment la première méthode complète et raisonnée de saxophone en 1846 (aux éditions Troupenas et Cie).
Le 16 mai 1837, il épouse son élève à Paris, Léonie Kastner-Boursault (1820-1888). Comme Léonie est riche, son mari peut exercer sa profession sans aucun souci financier. Jean-Georges Kastner est le père du physicien et musicien Frédéric Kastner, inventeur du pyrophone.
L'opéra La Maschera est créé à l'Opéra-Comique le 17 juin 1841 et ne rencontre pas le succès.
Il fut membre de l'Académie des beaux-arts. 
Il a composé des livres-partitions, sortes de symphonies-cantates vocales et instrumentales introduites par des essais historiques sur les protagonistes : Les danses des morts (1852), De la danse macabre (1852), La Harpe d'Eole et la Musique Cosmique (1856), Les voix de Paris (1857), Les Sirènes (1858). Il a également été le compositeur de plusieurs opéras.
Il a également produit des textes vocaux, de la musique de chambre instrumentale et de la musique orchestrale.
Il a publié de nombreux ouvrages, notamment : Les Chants de la vie (1854), recueil de chœurs d'hommes ; Les Chants de l'armée française (1855).
Jean-Georges Kastner est un des fondateurs de l'Association des artistes musiciens qu'il préside.
Il organise le concours européen de musiques militaires de l'Exposition universelle de 1867.
Il accumule une importante documentation pour son projet de grande Encyclopédie de la musique, commencé depuis 20 années, qui reste inabouti en raison de son décès subit.
François-Joseph Fétis lui consacre une longue biographie dans sa Biographie universelle des musiciens à la mesure de sa reconnaissance dans le monde musical parisien.
Il a été inhumé le 23 décembre 1867,, au cimetière du Père Lachaise, exhumé et transporté au cimetière des Batignolles le 28 novembre 1896, (10e division), la tombe a été reprise le 27 novembre 1991.

## Hommages
Une allée de Strasbourg porte son nom dans le quartier de La Robertsau.

## Œuvres (sélection)
- Traité général d'instrumentation, 1837
- Grammaire musicale, 1837
- Théorie abrégée du contrepoint et de la fugue, 1839
- Georges Kastner, Manuel général de musique militaire à l'usage des Armées Françaises, Firmin Didot Frères, 1848, 410 (vol.1), 55 (vol.2) (lire en ligne)
- Les voix de Paris, essai d'une histoire littéraire et musicale des cris populaires de la capitale depuis le Moyen Âge jusqu'à nos jours précédé de considérations sur l'origine et le caractère du cri en général et suivi de Les cris de Paris, Grande Symphonie humoristique vocale et instrumentale, 1857
- Les Sirènes. Essai sur les Principaux Mythes relatifs à l'Incantation, Les Enchanteurs, La Musique Magique, Le Chant du Cygne, etc. considérés dans leurs rapports avec l'Histoire, la Philosophie, la Littérature et les Beaux-Arts suivi de Le Rêve d'Oswald ou Les Sirènes, Grande Symphonie dramatique vocale et instrumentale par Georges Kastner pour Chant et Orchestre, Paris, G. Brandus et S. Dufour, 1858, 157 + 207 pages
- Parémiologie musicale de la langue Française, suivie de suivie de La Saint-Julien des Ménétriers, Paris, 1866 (lire en ligne)

## Principales œuvres musicales
- Adagio et Grande Polonaise Brillante pour saxhorn (cornet ou trompette) & piano (1849);
  - Restitution Jean-Louis Couturier - Editions Sempre Più.http://www.jeanlouiscouturier.com/content/show/45-Restitutions+musicales.php
- Variations faciles et brillantes (1851) pour saxophone alto mi  et piano ; première pièce de l'histoire de cet instrument[3] ;
- Les danses des morts (1852);
- Les chants de la vie (1854);
- Les Chants de l'armée française, Brandus, Dufour & Cie, (1855);
- La harpe d'Eole et la musique cosmique (1856);
- Les cris de Paris, symphonie humoristique, paroles d'Édouard Thierry, musique de Georges Kastner, Paris,  G. Brandus, Dufour, (1857);
- Le rêve d'Oswald ou les sirènes (1858).